# Steve Silberman
Steve Silberman (Ithaca, 23 de dezembro de 1957 – 28 de agosto de 2024) foi um jornalista norte-americano, colaborador da revista Wired.
Em 2015, seu livro Neurotribes, que relaciona autismo com neurodiversidade ganhou significativa relevância e foi premiado com um Samuel Johnson Prize. Silberman foi um forte crítico da organização Autism Speaks e defende que autistas sejam figuras centrais nas discussões sobre autismo.

## Morte
Silberman morreu na noite de 28 de agosto de 2024, de acordo com seu marido. Ele tinha 66 anos.

## Publicações

### Livros
- Shenk, David; Silberman, Steve (1994). Skeleton Key: A Dictionary for Deadheads. New York: Main Street Books. ISBN 978-0-385-47402-3
- Silberman, Steve (2015). NeuroTribes: The Legacy of Autism and the Future of Neurodiversity 1st ed. [S.l.]: Avery. ISBN 978-1-760-11363-6

### Artigos selecionados
- Silberman, Steve (1 de dezembro de 2001). «The Geek Syndrome». Wired. Condé Nast
- Silberman, Steve (24 de agosto de 2009). «Placebos Are Getting More Effective. Drugmakers Are Desperate to Know Why.». Wired. Condé Nast. The Placebo Problem